# 小铁线蕨
小铁线蕨（学名：Adiantum mariesii）为铁线蕨科铁线蕨属下的一个种。